# 曙红色
曙红色是一種顏色，是屬於红色系的顏色，也是一種中國傳統的顏色。
曙红色很接近純紅色，比純紅色帶一點藍色，但因為紅色和藍色均勻混合是洋紅色，換句話說，曙红色就是微微偏向桃紅色的紅色。
曙红色属于暖色系。常被用來作为染料、颜料的颜色。
一般水彩或廣告顏料是以紅色對黃色4:3的比例來配出曙红色，而光學配色是以紅色對藍色4:1的比例近似，而在電腦或顯示器上則以RGB為(230,0,57)來顯示出曙红色。